# Emberiza godlewskii
El escribano de Godlewski (Emberiza godlewskii) es una especie de ave paseriforme de la familia Emberizidae propia del Asia.

## Descripción
La cabeza de los adultos es principalmente gris, con listado negro (listas piliales laterales, oculares y bigoteras). El gris se extiende por el cuello y pecho. El resto de partes inferiores partes inferiores y su obispillo son de color anteado anaranjado, y su espalda es de este mismo color, pero con un denso vetado negro. Su cola es larga, negra y anaranjada por encima y blanca por debajo, y con la punta bifurcada en dos. Tiene un pico corto y puntiagudo, negro en la parte superior y claro en la inferior. Sus patas son de color rosado claro.

## Distribution y hábitat
Se encuentra en el sur de Siberia, China, Pakistán, Kazajistán, Mongolia, Birmania, y el extremo nororiental de la India.
Su hábitat natural son las zonas de matorral templado.